# SMS Pommern
SMS Pommern var ett slagskepp av pre-dreadnought-typ i kejserliga tyska flottan. Hon var det tredje byggda fartyget av fem i Deutschland-klass, som hon bildade tillsammans med SMS Deutschland, SMS Hannover, SMS Schlesien och SMS Schleswig-Holstein. Huvudbestyckningen utgjordes av fyra 28 cm kanoner i två dubbeltorn, ett i fören och ett i aktern, och den sekundära bestyckningen av fjorton 17 cm kanoner i kasematter midskepps. Fartyget byggdes på AG Vulcans varv i Stettin (nuvarande Szczecin, Polen) och sjösattes den 2 december 1905. Den 6 augusti 1906 togs hon i tjänst av flottan. Pommern sänktes den 1 juni 1916 under Skagerrakslaget efter att ha torpederats av en brittisk jagare.
Fartyget fick sitt namn efter den preussiska provinsen Pommern.